# Park van de cité Jouët-Rey
Het Park van de Cité Jouët-Rey is een openbaar park in de Belgische gemeente Etterbeek. Het is het park van de gelijknamige tuinwijk uit 1909-1910. 
De site staat geregistreerd op de Inventaris van het Bouwkundig Erfgoed van het Brussels Hoofdstedelijk Gewest.